# Pista di bob, slittino e skeleton di Sigulda
La pista di bob e slittino di Sigulda (nome ufficiale in lettone: Siguldas bobsleja un kamaniņu trase) è un impianto sportivo situato a Sigulda, in Lettonia.
Costruita nel 1986 dal governo sovietico, la pista è lunga 1.200 metri (oltre al rettilineo di 220 metri per la frenata) e dispone di refrigerazione artificiale e una copertura per ripararla da sole o maltempo. Per molti anni è stata l'unica pista attiva per bob e slittino dell'Europa orientale, prima della realizzazione della pista di Paramonovo (2007) e della pista olimpica di Krasnaja Poljana (2014).
L'impianto è anche una popolare attrazione turistica: i turisti possono in inverno scivolare sul ghiaccio a bordo di una speciale slitta imbottita (chiamata Varna, rana) e in estate scendere con una "auto-bob" (vuchko) munita di ruote sulla pista in cemento.

## Storia

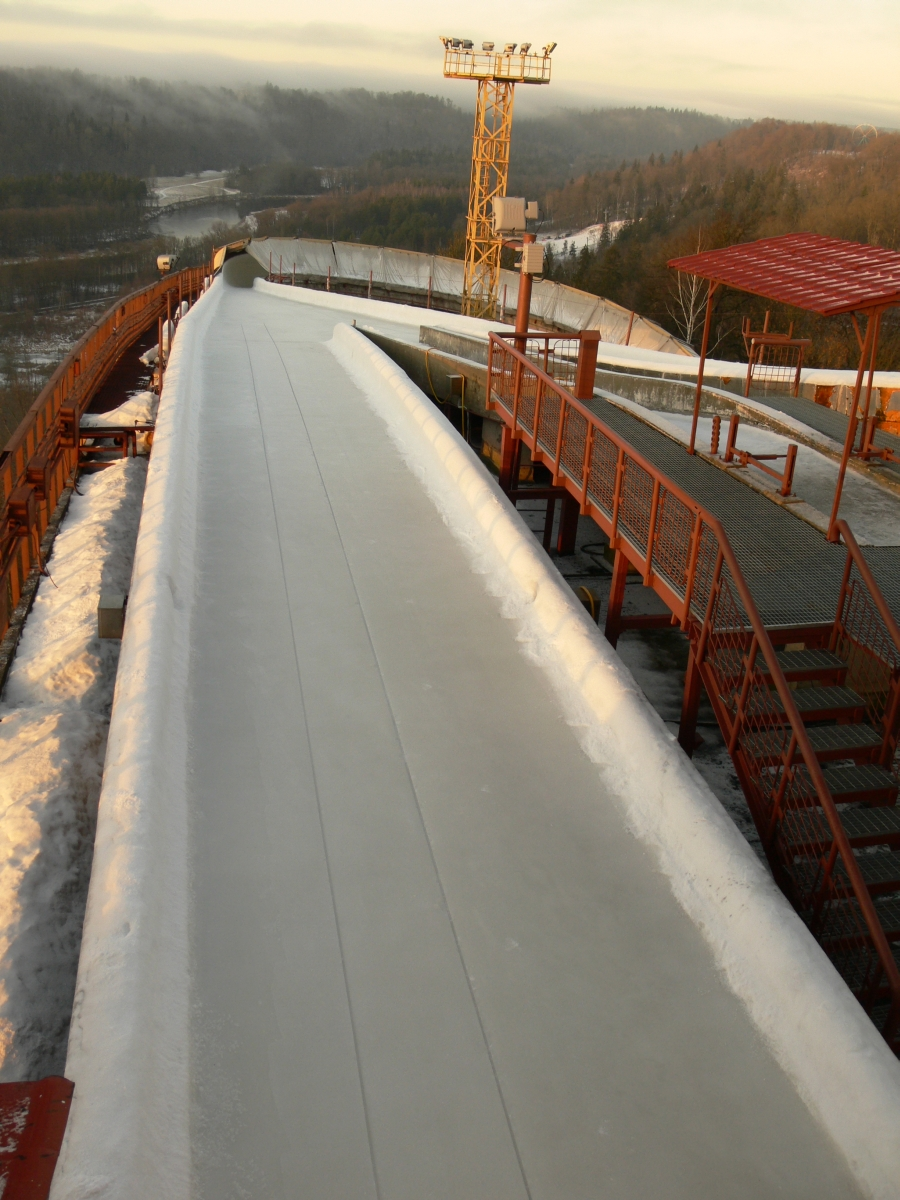
Tratto iniziale sopraelevato

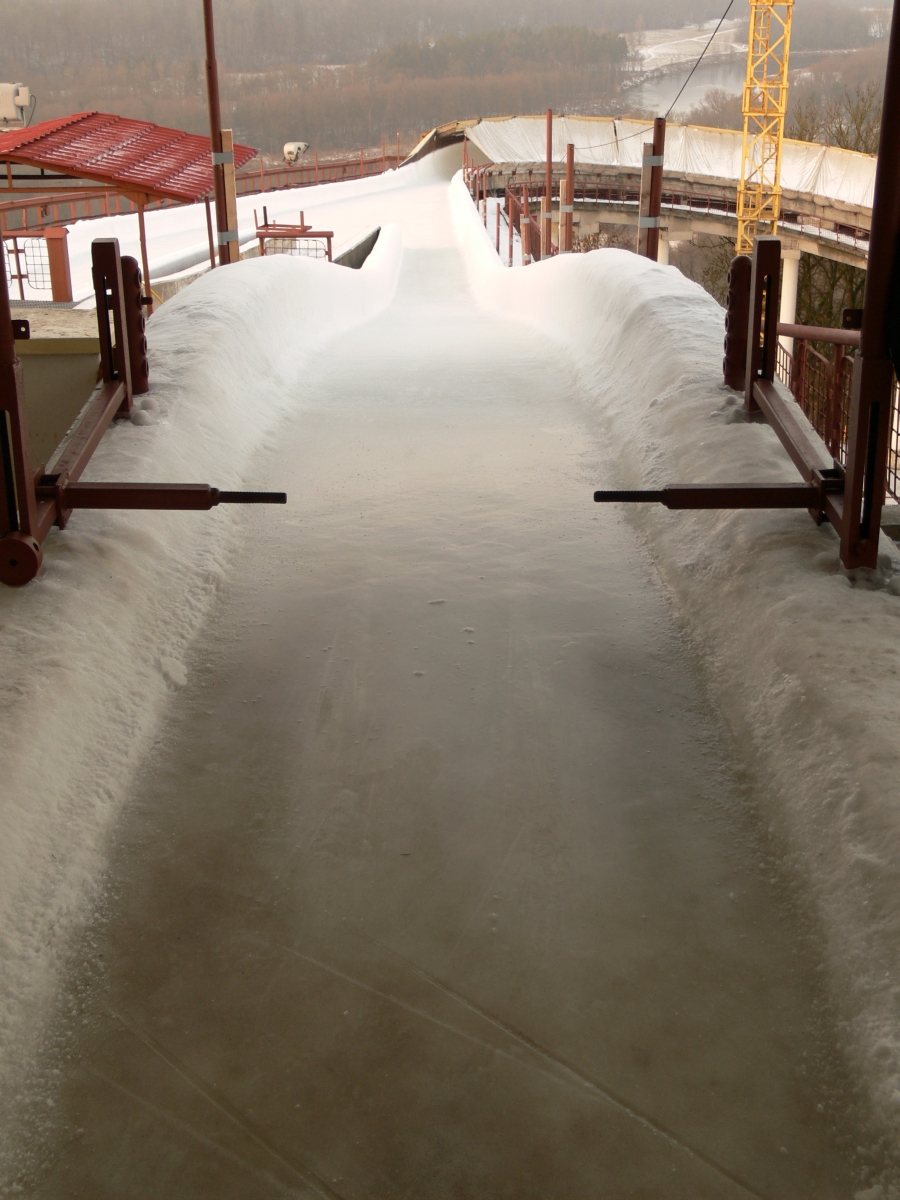
Partenza alta per lo slittino

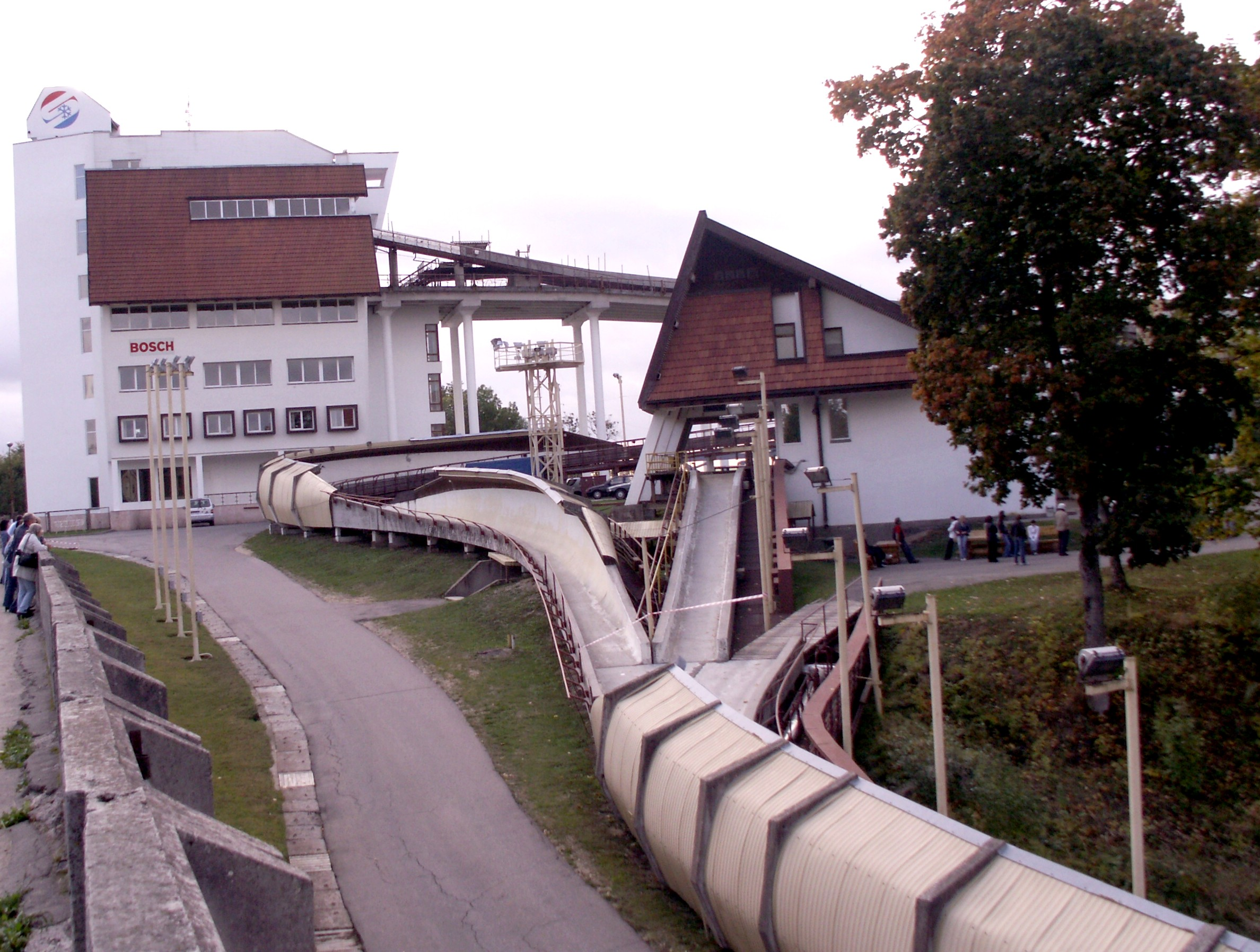
Aree di partenza

La pratica del bob a Sigulda è documentata fin dal 1887, quando il duca Kropotkin costruì una pista lunga 900 metri con una curva, lungo un ruscello della sua tenuta. Questa pista di ghiaccio artificiale è considerata la prima pista per slittini nei Paesi Baltici. Mentre la pista si stava sviluppando, i primi bob furono importati dall'estero e usati come modello dagli appassionati locali, che iniziarono a costruire i propri toboga. Diverse piste per lo sci alpino furono preparate vicino all'attuale pista dopo la seconda guerra mondiale.
Alla fine degli anni 1960, l'amministrazione comunale di Sigulda approvò la costruzione di una nuova pista, progettata dal Centro Scientifico e Tecnico degli impianti sportivi di Lipsia all'epoca parte della Germania dell'Est.
Nel 1979 si riunirono in un incontro a Mosca presso la direzione dello sport di slittino, tutti gli allenatori e specialisti di bob e attrezzature sportive, facendo il punto sui due anni precedenti e sollevando questioni urgenti in meriro a questo sport. I successi dei rappresentanti sovietici dello slittino alle competizioni internazionali di allora (i campioni del mondo Vera Zozulya, Dainis Bremze e Aigars Krikis) favorirono l'idea che era tempo di creare una pista di bob con ghiaccio artificiale anche nell'URSS, la prima nella storia degli sport sovietici.
Furono prese in considerazione varie opzioni e la scelta del sito di costruzione riguardò la parte occidentale dell'allora Unione Sovietica, vale a dire nel territorio della Lettonia sovietica, favorita da diversi fattori. In primo luogo, le condizioni climatiche in Lettonia sono simili a quelle dell'Europa occidentale, il che avrebbe facilitato l'acclimatazione degli atleti sovietici durante le competizioni nell'Europa occidentale; inoltre, la posizione strategica più vicina avrebbe diminuito i tempi di viaggio verso l'ovest, ampliando il tempo a disposizione per preparare gli allenamenti degli atleti alle competizioni europee. Infine, l'esperienza e la tradizione sportiva del bob in Lettonia giocò un ruolo-chiave: nel 1979 si celebrò la 10ª edizione di una famosa gara su pista nella città lettone di Cēsis. Inoltre, a Murjany, non lontano da Sigulda,  esisteva una scuola sportiva guidata dall'allenatore di slittino Roland Upatnieks, in seguito divenuto allenatore della squadra nazionale sovietica di bob: lì era stata costruita un'esclusiva pista da slittino in legno che consentiva di allenare tutto i migliori atleti, i quali inoltre ritenevano che i loro successi fossero anche direttamente legati al talentuoso allenatore e all'eccellente specialista di costruzioni della slitta Valdis Tiliks, che in seguito fu coprogettista della pista da bob di Sigulda, determinando i suoi parametri di base sul terreno. L'esperienza esistente in loco portò la leadership del comitato sportivo dell'URSS a costruire una pista in Lettonia. Nell'autunno del 1979, fu così presa la decisione preliminare sulla progettazione e sulla costruzione della pista da bob nella Repubblica Socialista Sovietica Lettone. L'istituto di progettazione LATGIPROPROM di Riga venne incaricato del compito, poiché dotato di molto personale tecnico locale e aveva anche esperienza nella progettazione di impianti sportivi.

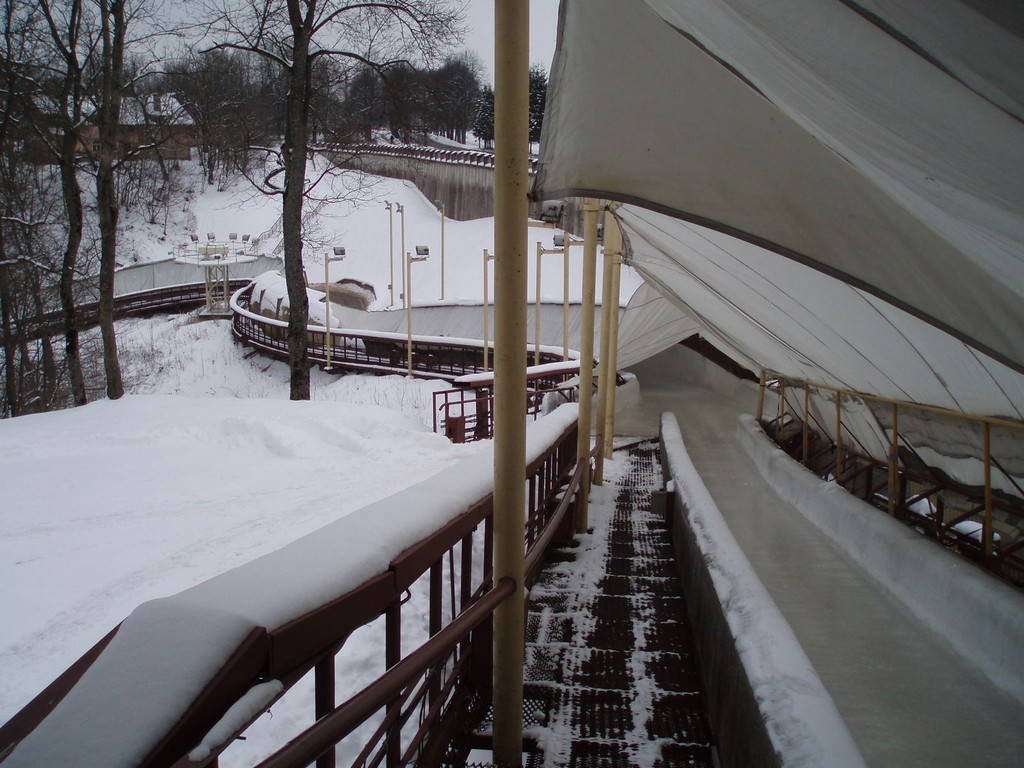
Partenza bassa per il bob

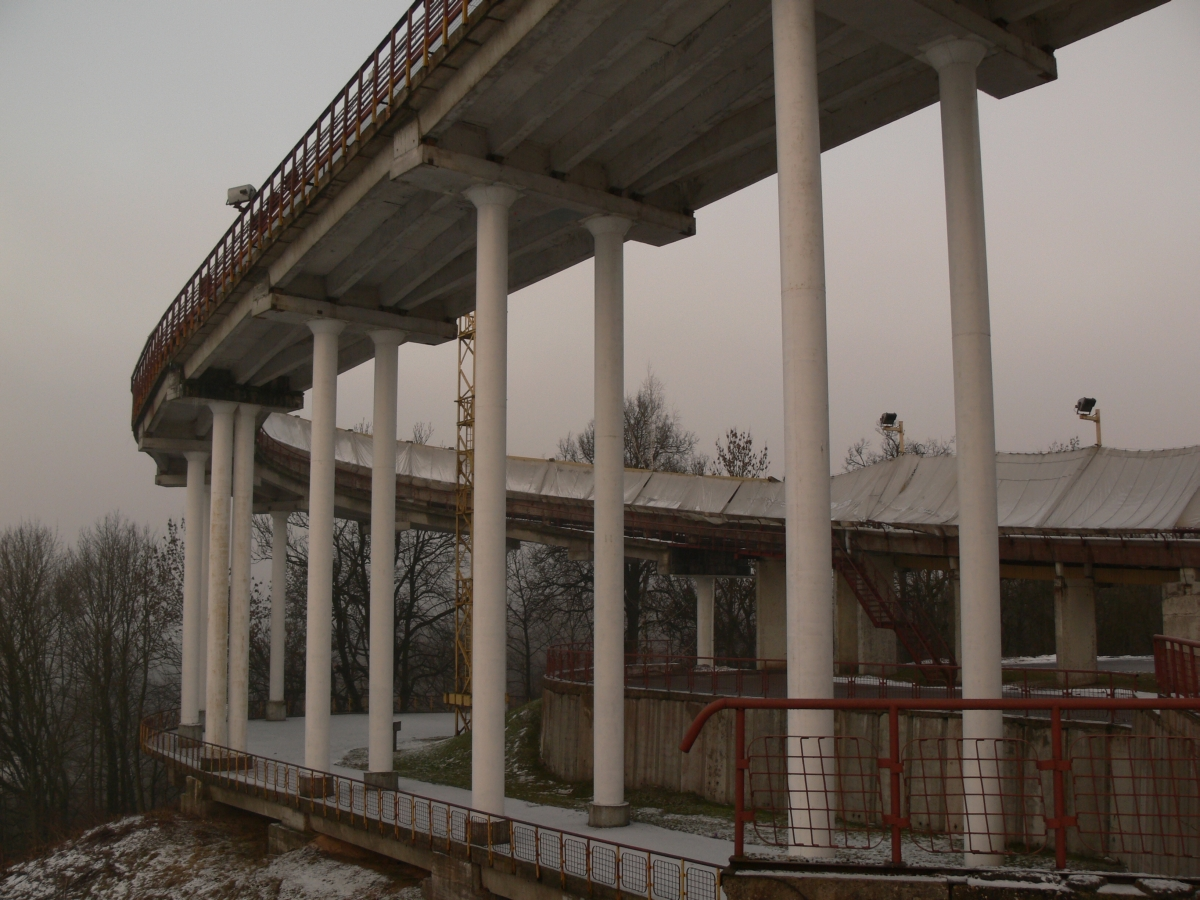
Sopraelevazione

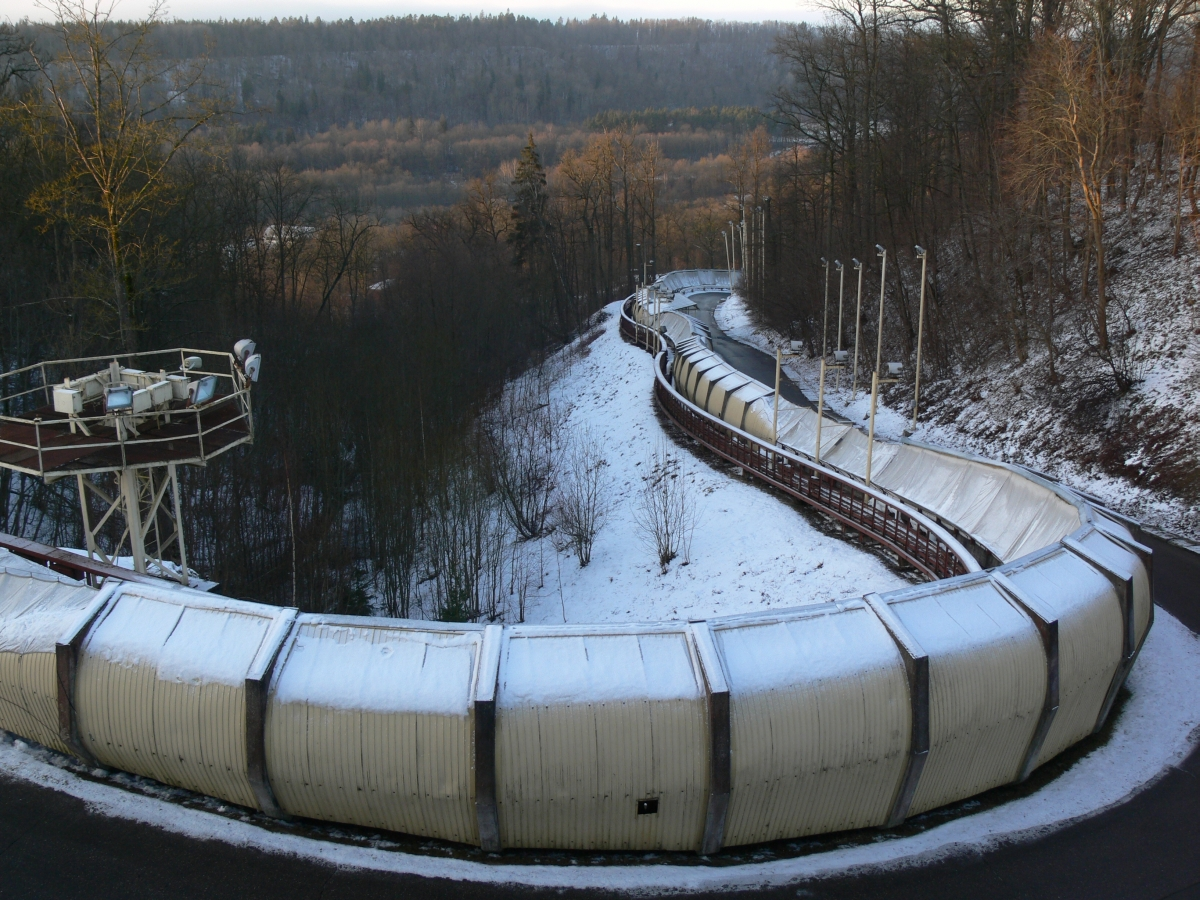
Curva coperta

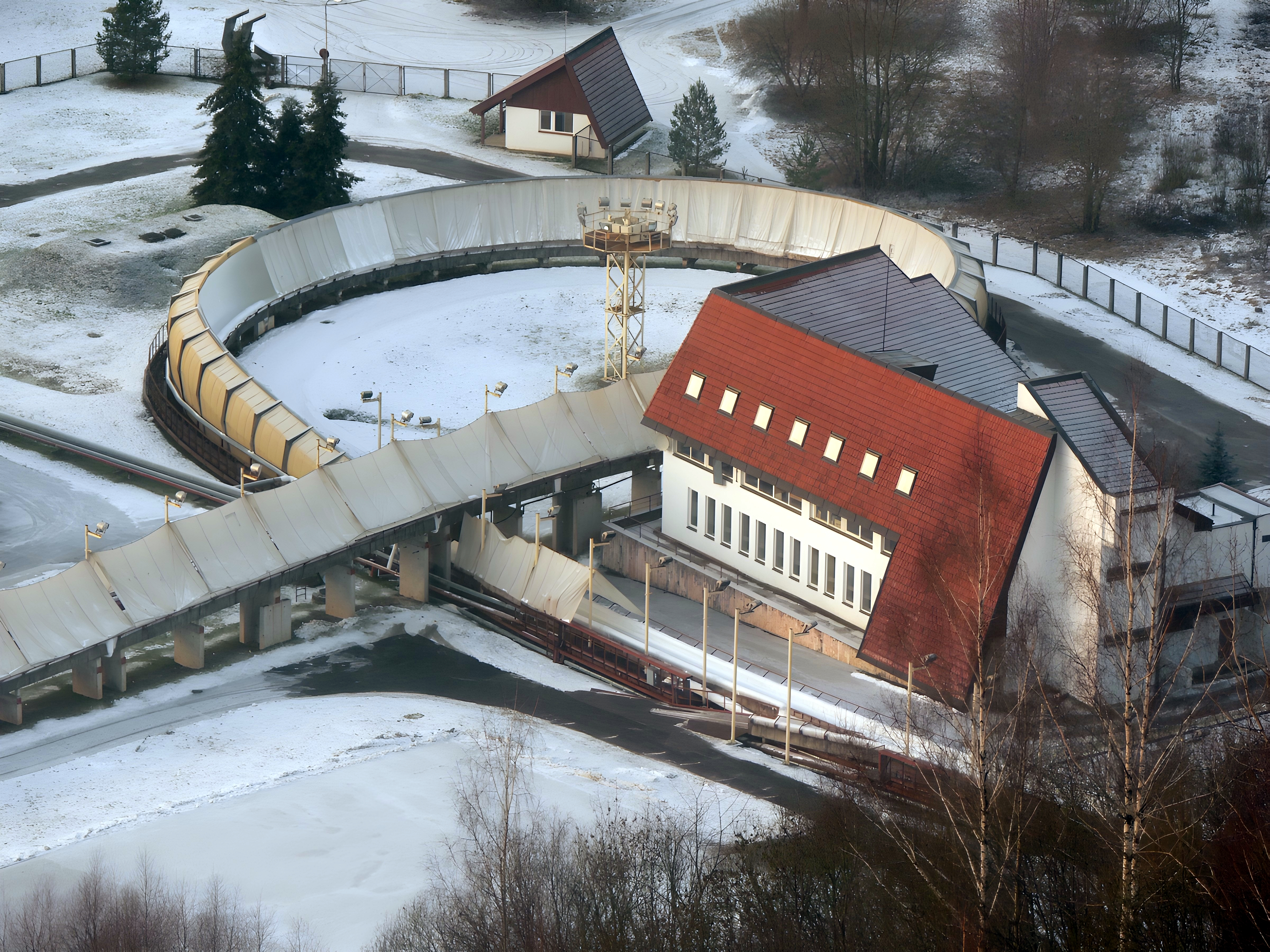
Curva parabolica finale

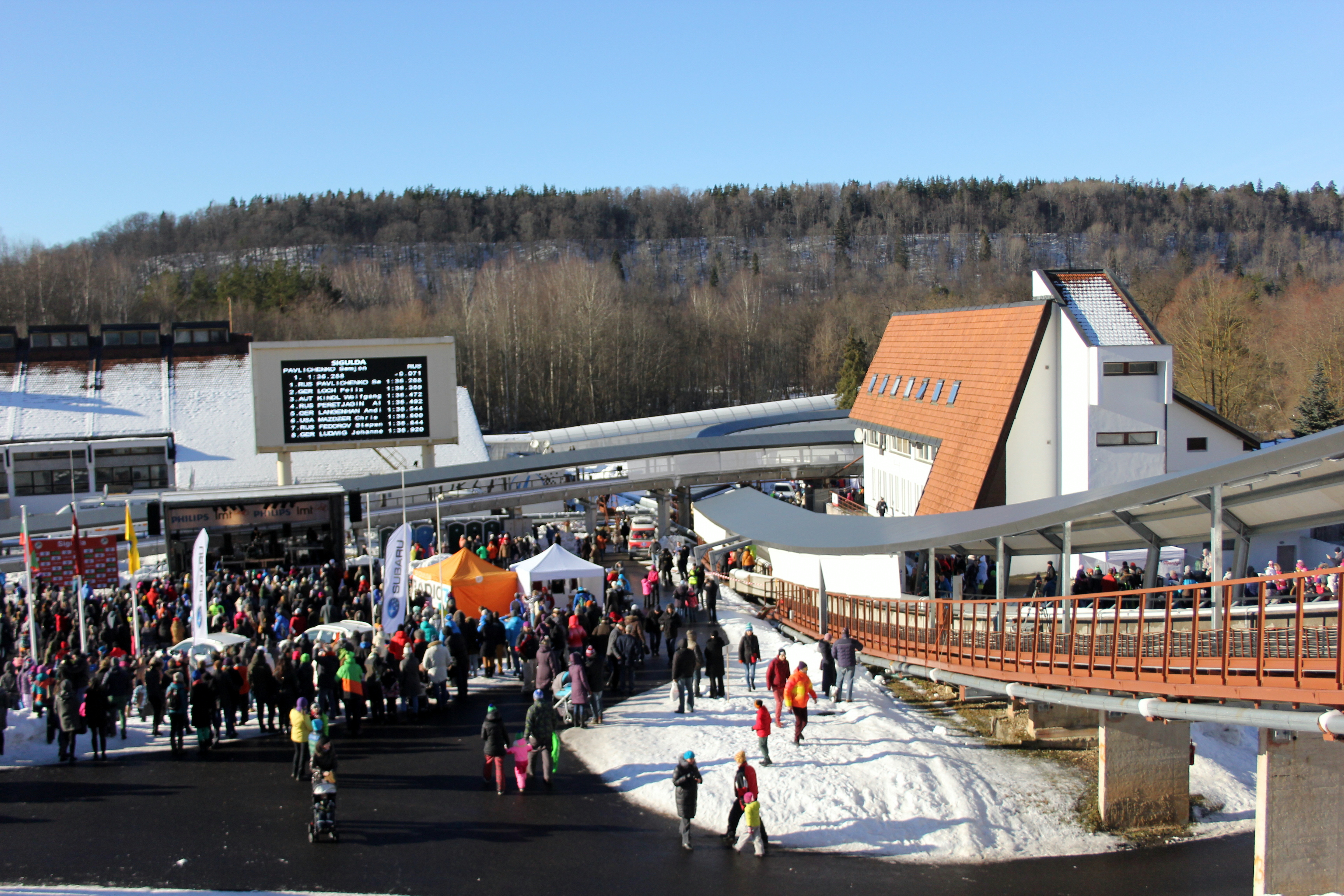
Area degli arrivi

Nella fase iniziale, venne svolta un'indagine preliminare, per scegliere un possibile sito di costruzione tenendo conto di alcuni requisiti:
1. La pendenza della montagna, che nelle sue caratteristiche avrebbe soddisfatto i requisiti della costruzione della pista;
2. Posizione entro un raggio di non più di 100 km dalla capitale Riga;
3. Il luogo del percorso doveva essere situato il più vicino possibile ad una città con alberghi, campi sportivi, ristoranti e altre infrastrutture necessarie per il soggiorno degli atleti e comunicazioni di ingegneria per il pieno funzionamento del percorso.

Per questo motivo, furono considerati quattro possibili siti per la costruzione della pista di bob: Tukums, Sigulda, Ērgļi e Daugavpils. Sfortunatamente, nessuno di questi luoghi rispondeva pienamente al requisito del pendio della montagna. In alcuni casi, le pendenze erano troppo lievi e in ciascuno dei quattro casi era necessario aumentare artificialmente l'altezza del pendio della montagna al valore richiesto. A questo riguardo, la preferenza fu data alla città di Sigulda, dove la sovrastruttura da costruire sarebbe stata minima e la montagna stessa era quasi perfetta nei suoi parametri.
Inoltre, Sigulda era la città più vicina a Riga (distante circa 53 km, a un'ora di automobile) ed era già il maggior centro per gli sport invernali in Lettonia, così come il più famoso centro turistico, ricco di splendidi paesaggi e attrazioni.
Nel territorio di Sigulda furono rivisti e analizzati diversi siti per la possibile costruzione della pista di bob: solo i burroni erano adatti a questo scopo. Venne considerato un luogo vicino alle rovine di uno dei tre castelli medievali della regione: il castello dell'ordine di Sigulda, dove vennero proposte due opzioni di tracciamento. Ma nel primo caso, il luogo era situato sul territorio del Parco nazionale del Gauja, così che fu necessario un esame più approfondito del sito, nel corso del quale divenne chiara la presenza di molti alberi secolari tutelati dalla protezione statale. La seconda opzione fu respinta perché troppo vicina alla strada e al ponte che collegava le rive del fiume Gauja: ciò avrebbe interferito con il traffico stradale, fungendo da distrazione per i conducenti e contribuendo così al verificarsi di situazioni di emergenza, inoltre cia sarebbe potuto essere un fattore di congestione del traffico durante il movimento degli spettatori verso il sito della competizione. Poi sono stati studiati altri versanti dell'antica valle del Gauja, trovando infine quello più adatto sotto tutti gli aspetti. Forse la combinazione unica nella pratica di costruire bob e piste da slittino era che la montagna scelta per la costruzione del percorso si trovava nel centro della città. Anche gli esperti hanno supportato questa scelta. Poiché questo percorso si trovava anche nell'area protetta del Parco nazionale del Gauja, è stato effettuato un esame approfondito della flora (alberi, arbusti, fiori, ecc.), e solo dopo aver verificato l'assenza di specie vegetali rare in questa zona, il progetto è stato approvato per la progettazione esecutiva e la costruzione.
L'istituto "Latgiproprom" dovette risolvere diversi problemi ingegneristici complessi, ma disponendo dell'esperienza nel calcolo delle traiettorie del bob, coinvolse gli esperti del Centro scientifico e tecnico degli impianti sportivi di Lipsia (DDR). Fu organizzato anche un viaggio di studio in Jugoslavia per analizzare la progettazione e la costruzione della pista olimpica di bob di Sarajevo. Confrontando i metodi di costruzione delle piste a Oberhof e Sarajevo, fu data preferenza al metodo jugoslavo. Quest'ultimo consisteva nell'aver realizzato la pista con elementi di supporto prefabbricati. Allo stesso tempo, i lavoratori edili jugoslavi avevano esperienza nella costruzione di tali strutture più moderne e furono invitati a costruire la pista a Sigulda.
Nel 1984 iniziarono i lavori di costruzione da parte della società jugoslava Graming d.o.o.o. e di costruttori locali. Completata nel 1986, la pista fu costruita principalmente per le esigenze dei bobbisti e slittinisti sovietici, ma dopo il ripristino dell'indipendenza della Lettonia nel 1990, la pista divenne il centro di allenamento per gli atleti lettoni di sport invernali.
Sebbene lo skeleton non rientrasse nell'iniziale progetto di costruzione, la pista di Sigulda ha ospitato gare di Coppa del Mondo di skeleton a partire dagli anni 2000, oltre alle annuali gare di slittino.
La pista non è stata omologata per le gare di bob a quattro, per cui in passato non è stata inserita nel circuito delle gare del Campionato del Mondo; tuttavia nella stagione 2018/2019 a Sigulda si svolgerà una tappa di Coppa del Mondo di Bobsleigh. Zintis Ėkmanis e i progettisti della pista originale hanno disegnato un nuovo tracciato che cambierebbe due curve e renderebbe possibili gare di bob a quattro, anche se alcuni slittinisti non sono soddisfatti di questa modifica, perché questo potrebbe rendere la pista inutilizzabile per i single femminili e i doppi maschili. Inoltre, Dainis Dukurs ha detto in un'intervista per Sporta Avīze che c'è stato un esperimento che ha coinvolto Juris Šics, Andris Šics, Tomass Dukurs e Martins Dukurs, in cui il quartetto ha guidato con un bob a quattro senza cadere. Dukurs ha dichiarato che questo dimostra che la pista è, in realtà, adatta a squadre di quattro uomini, ma per renderla perfetta per il bob, la maggior parte della pista dovrebbe essere ricostruita.
La pista subì un importante rinnovamento dopo la stagione 2014. Inoltre, nell'estate del 2008 è stata costruita una rampa di partenza artificiale su ghiaccio.
In occasione della candidatura di Stoccolma (Svezia) per l'organizzazione delle olimpiadi invernali del 2026, è stato ipotizzato di utilizzare la pista di Sigulda per le gare olimpiche di bob, skeleton e slittino, non essendoci strutture idonee in Svezia.

## Caratteristiche tecniche

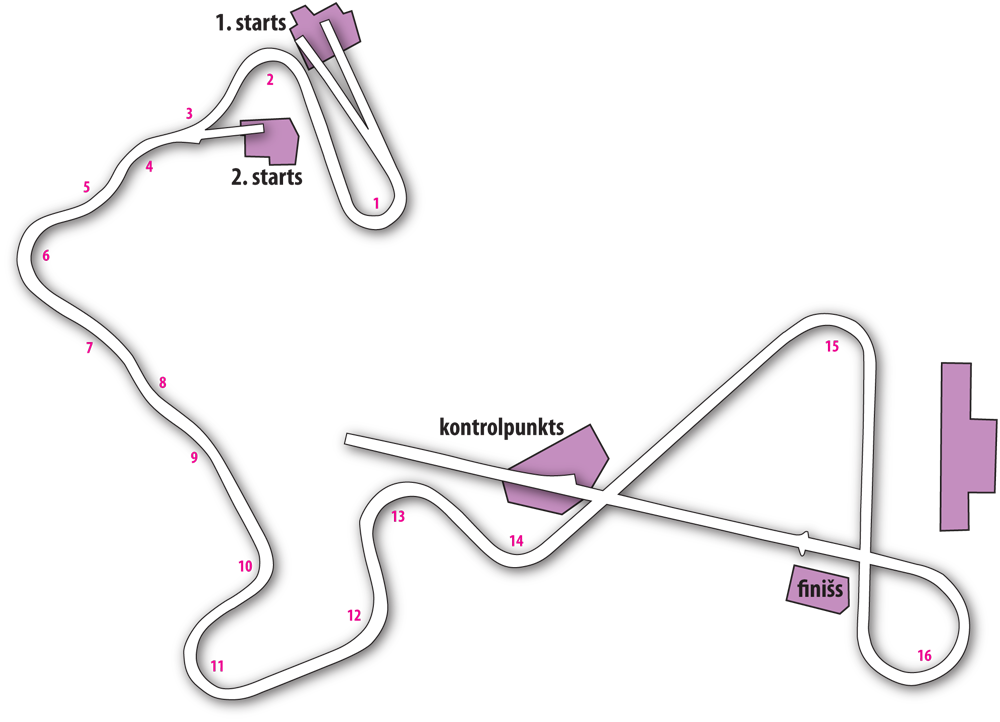
Mappa del tracciato

| Disciplina                             | Lunghezza (metri) | Curve |
| -------------------------------------- | ----------------- | ----- |
| Bob a due e skeleton                   | 1200              | 16    |
| Slittino singolo uomini                | 1200              | 16    |
| Slittino singolo donne e doppio uomini | 988               | 13    |

| Disciplina                | Record    | Nazione – athleta/i                          | Data             | Tempo (secondi) |
| ------------------------- | --------- | -------------------------------------------- | ---------------- | --------------- |
| Slittino singolo – uomini | Spinta    | Johannes Ludwig (DEU)                        | 24 gennaio 2010  | 4.285           |
| Slittino singolo – uomini | Traguardo | Albert Demchenko (RUS)                       | 24 gennaio 2010  | 48.282          |
| Slittino singolo – donne  | Spinta    | Tatjana Hüfner (DEU)                         | 15 febbraio 2008 | 1.799           |
| Slittino singolo – donne  | Traguardo | Tatiana Ivanova (RUS)                        | 23 gennaio 2010  | 42.679          |
| Slittino doppio – uomini  | Spinta    | Patric Leitner (DEU) & Alexander Resch (DEU) | 6 dicembre 2008  | 1.698           |
| Slittino doppio – uomini  | Traguardo | Andreas Linger (AUT) & Wolfgang Linger (AUT) | 23 gennaio 2010  | 42.172          |

## Principali manifestazioni ospitate
- Campionati europei di slittino: 1996,[16] 2010, 2014, 2018
- Campionati mondiali di slittino: 2003, 2015[17]